# Коммерс-Сіті (Колорадо)
Коммерс-Сіті (англ. Commerce City) — місто (англ. city) в США, в окрузі Адамс штату Колорадо. Населення — 62 418 осіб (2020).

## Географія
Коммерс-Сіті розташований за координатами 39°53′1″ пн. ш. 104°47′31″ зх. д. / 39.88361° пн. ш. 104.79194° зх. д. (39.883473, -104.791893).  За даними Бюро перепису населення США в 2010 році місто мало площу 89,93 км², з яких 88,81 км² — суходіл та 1,12 км² — водойми.

### Клімат
| Клімат : Коммерс-Сіті | Клімат : Коммерс-Сіті | Клімат : Коммерс-Сіті | Клімат : Коммерс-Сіті | Клімат : Коммерс-Сіті | Клімат : Коммерс-Сіті | Клімат : Коммерс-Сіті | Клімат : Коммерс-Сіті | Клімат : Коммерс-Сіті | Клімат : Коммерс-Сіті | Клімат : Коммерс-Сіті | Клімат : Коммерс-Сіті | Клімат : Коммерс-Сіті | Клімат : Коммерс-Сіті |
| Показник              | Січ.                  | Лют.                  | Бер.                  | Квіт.                 | Трав.                 | Черв.                 | Лип.                  | Серп.                 | Вер.                  | Жовт.                 | Лист.                 | Груд.                 | Рік                   |
| Середній максимум, °C | 8,3                   | 8,9                   | 13,3                  | 17,2                  | 22,2                  | 27,8                  | 31,1                  | 29,4                  | 25,6                  | 18,9                  | 12,2                  | 7,2                   | 18,5                  |
| Середній мінімум, °C  | −5,6                  | −5                    | −1,7                  | 2,2                   | 6,7                   | 10,6                  | 13,9                  | 13,3                  | 8,9                   | 3,3                   | −2,2                  | −6,1                  | 3,2                   |
| --------------------- | --------------------- | --------------------- | --------------------- | --------------------- | --------------------- | --------------------- | --------------------- | --------------------- | --------------------- | --------------------- | --------------------- | --------------------- | --------------------- |
| Джерело: Accuweather  |                       |                       |                       |                       |                       |                       |                       |                       |                       |                       |                       |                       |                       |

## Демографія
Згідно з переписом 2010 року, у місті мешкало 45 913 осіб у 14 479 домогосподарствах у складі 11 089 родин. Густота населення становила 511 особа/км².  Було 15452 помешкання (172/км²).
Расовий склад населення:
| - 69,1 % — білих - 3,1 % — чорних або афроамериканців - 2,2 % — азіатів - 1,5 % — корінних американців - 0,1 % — вихідців з тихоокеанських островів - 19,2 % — осіб інших рас |

До двох чи більше рас належало 4,9 %. Частка іспаномовних становила 46,8 % від усіх жителів.
За віковим діапазоном населення розподілялося таким чином: 33,1 % — особи молодші 18 років, 61,1 % — особи у віці 18—64 років, 5,8 % — особи у віці 65 років та старші. Медіана віку мешканця становила 30,4 року. На 100 осіб жіночої статі у місті припадало 101,8 чоловіків;  на 100 жінок у віці від 18 років та старших — 101,2 чоловіків також старших 18 років.
Середній дохід на одне домашнє господарство  становив 74 127 доларів США (медіана — 66 053), а середній дохід на одну сім'ю — 78 346 доларів (медіана — 71 383). Медіана доходів становила 50 196 доларів для чоловіків та 40 548 доларів для жінок. За межею бідності перебувало 15,6 % осіб, у тому числі 20,3 % дітей у віці до 18 років та 16,8 % осіб у віці 65 років та старших.
Цивільне працевлаштоване населення становило 22 639 осіб. Основні галузі зайнятості: освіта, охорона здоров'я та соціальна допомога — 18,2 %, роздрібна торгівля — 13,4 %, будівництво — 11,1 %, науковці, спеціалісти, менеджери — 10,0 %.